# Fuentes Calientes
Fonts Calentes (català), Fuents Calients (aragonès) o Fuentes Calientes (castellà) és un municipi d'Aragó situat a la província de Terol i enquadrat a la comarca de la Comunitat de Terol.